# لیودمیلا ارژاننیکووا
لیودمیلا ارژاننیکووا (اوکراینی: Людмила Леонидова Аржанникова؛ زادهٔ ۱۵ مارس ۱۹۵۸) کماندار اهل پادشاهی هلند است.